# Open International de tennis de Roanne 2021
L'Open International de tennis de Roanne 2021 è stato un torneo maschile di tennis giocato sul cemento indoor. Era la 1ª edizione del torneo, facente parte della categoria Challenger 100 nell'ambito dell'ATP Challenger Tour 2021. Si è giocato al Le Scarabée di Roanne, in Francia, dall'8 al 14 novembre 2021.

## Partecipanti

### Teste di serie
| Nazionalità | Giocatore       | Ranking* | Testa di serie |
| ----------- | --------------- | -------- | -------------- |
| Francia     | Benoît Paire    | 47       | 1              |
| Francia     | Richard Gasquet | 74       | 2              |
| Rep. Ceca   | Jiří Veselý     | 86       | 3              |
| Svezia      | Mikael Ymer     | 97       | 4              |
| Svizzera    | Henri Laaksonen | 98       | 5              |
| Austria     | Dennis Novak    | 107      | 6              |
| Moldavia    | Radu Albot      | 127      | 7              |
| Francia     | Antoine Hoang   | 168      | 8              |
| Francia     | Hugo Grenier    | 183      | 9              |

* Ranking al 1º novembre 2021.

### Altri partecipanti
I seguenti giocatori hanno ricevuto una wild card per il tabellone principale:
- Arthur Cazaux
- Giovanni Mpetshi Perricard
- Benoît Paire

Il seguente giocatore è entrato in tabellone usando il ranking protetto:
- Julien Cagnina

Il seguente giocatore è entrato in tabellone come alternate:
- Kyrian Jacquet

I seguenti giocatori sono passati dalle qualificazioni:
- Gabriel Debru
- Calvin Hemery
- Georgii Kravchenko
- Aleksej Vatutin

## Punti e montepremi
| Torneo    | Torneo              | V      | F     | SF    | QF    | 2T    | 1T  | Q | Q2  | Q1  |
| Singolare | Punti               | 100    | 60    | 35    | 18    | 8     | 0   | 5 | 1   | 0   |
| Singolare | Premi in denaro (€) | 12 250 | 7 200 | 4 260 | 2 480 | 1 460 | 885 | – | 440 | 220 |
| Doppio    | Punti               | 100    | 60    | 35    | 18    | –     | 0   | – | –   | –   |
| Doppio    | Premi in denaro (€) | 5 250  | 3 100 | 1 840 | 1 090 | –     | 610 | – | –   | –   |

## Campioni

### Singolare
Hugo Grenier ha sconfitto in finale  Hiroki Moriya con il punteggio di 6–2, 6–3.

### Doppio
Lloyd Glasspool /  Harri Heliövaara hanno sconfitto in finale  Romain Arneodo /  Albano Olivetti con il punteggio di 7–6(5), 6(5)–7, [12–10]